# Crionica cervicornis
Crionica cervicornis is een vlinder uit de familie spinneruilen (Erebidae). De wetenschappelijke naam is voor het eerst geldig gepubliceerd in 1918 door Fawcett.
De soort komt voor in tropisch Afrika.